# Svend Johannsen
Svend Johannsen (født 15. oktober 1903 i Flensborg, død 16. februar 1978 i Vesterholt ved Vester Ørsted) var distriktsskoleinspektør samt politiker for SSW ved det danske mindretal i Sydslesvig. Han var antinazist og sad i koncentrationslejr en periode under anden verdenskrig.
Han var søn af den danske købmand Wilhelm Johannsen og hustru Elna, født Carstensen og blev gift i 1932 med Elisabeth, født Jørgensen, født 11. december 1905 i Farum. 

## Liv og arbejde
Svend Johannsen blev bortvist fra en højere tysk skole, Oberrealgymnasium, i 1920, men tog efterfølgende studentereksamen på Haderslev Katedralskole i 1923. Efter at han blev cand.theol. i 1930, tog han lærereksamen i 1932 fra KFUM's Seminarium på Frederiksberg, og samme år fik han ansættelse på Duborg-Skolen i Flensborg. Efter kun et år blev han leder af Ansgar-Skolen i Slesvig by, der fra 1946 blev dansk mellem- og realskole. Han var på Ansgar-Skolen frem til 1964. Svend Johannsen var imod tyskernes truende besættelse af Danmark, hvilket han skrev i et brev til sin kone i 1940. Det er grunden til, at han blev indsat i forskellige fængsler og senere også i koncentrationslejren Sachsenhausen-Oranienburg. Han var fængslet fra den 29. maj 1940 til den 16. september 1941; desuden sad han fast i Berlin og kunne derfor først komme på arbejde igen efter et halvt år. I 1948 blev SSW grundlagt, og Svend Johannsen blev dens første formand indtil 1949. Han var distriktsskoleinspektør for de fem sydlige sydslesvigske amter 1954-1969 og for hele Sydslesvig uden for Flensborg i 1969-1971. I perioden 1974-75 offentliggjorde Flensborg Avis en side af hans biografi hver dag.

## Naziperioden
Som dansksindet sydslesviger stod Svend Johannsen i skarp modsætning til det tredje rige. Da han sendte en brev til sin kone, hvori han skrev om sin modstand tyskernes truende besættelse af Danmark, blev han taget til fange af Gestapo, der havde opsnappet brevet. Han var fængslet i seks fængsler, herunder også Flensborg, Neumünster, Kiel og Altona mellem den 29. maj og 21. september 1940, hvorefter han kom til koncentrationslejren Sachsenhausen-Oranienburg. De første syv dage var han i isolering. Imens han var i lejren, skulle han udføre tvangsarbejde, samtidig med at hans aftensmad bestod af en kop te, en skive rugbrød, der var 0,6 cm tyk, og to gange om ugen en klat smør og en skive pølse på èn centimeters tykkelse. Ved morgen-appellen skulle alle 30.000 fanger marchere til appelpladsen, hvor en af fangerne blev udpeget til at vælge en tysk krigssang, der så blev sunget af alle. Hvis der efter vagternes mening var behov for at disciplinere de internerede, blev der henrettet en af fangerne. Hver dag blev der opråbet nogle få, der slap fri, og den 16. september 1941 var det Svend Johannsen, der blev råbt op og kom fri. Det skete på grund af vedvarende pres af den danske regering imod hans fangeskab. Efter at han kom hjem til Slesvig by, var han interneret fra 1941 til 1945. Han måtte ikke forlade byen og skulle melde sig ved politiet hver dag. I hans dagbog fastholdte han sine oplevelser.

### Heinkel-kommandoet
Johannsen var i sin interneringstid i en periode en del af Heinkel-kommandoen, hvor en gruppe kz-fanger arbejdede for flyfabrikken "Heinkel". I nærheden af Berlin skulle de opføre en flyveplads samt haller til bombefly. De udvalgte fanger fik en lidt bedre forplejning end dem i kz-lejren. Her oplevede Johannsen vilkårlige handlinger af SS-vogterne og skrev: 
"I det mindste én SS-officer viste sig at være mindre ond end de andre(...). Han kiggede et øjeblik på mit arbejde, hjalp mig med en skovl og gik så videre. Lidt senere hørte jeg, hvordan han skældte ud på en fange og hentede en kapo. Så hørte jeg hvordan han befalede: 'Machen Sie ihn fertig!' Jeg så til, hvordan kapoen slog den fangede ned." 

## Politisk karriere
Efter krigens slutning i 1945 begyndte Svend Johannsens politiske liv. Han var viceborgmester i Slesvig by 1945-1948, byrådsmedlem 1948-1961, medlem af magistraten 1950-1959, kredsdagsmedlem 1946-1964, medlem af Sydslesvigsk Kirkeråd 1948-1964, præsident for den europæiske mindretalsunion 1963-1967 og derefter ærespræsident. Han var landsformand for SSW 1948-49. 
Svend Johannsen er blevet hædret med Sydslesvigsk Forenings guldnål i 1974.